# Veterinarski glasnik
Veterinarski glasnik je srbska znanstvena revija s področja veterinarske medicine, ki izhaja od leta 1904. 

## O časopisu
Veterinarski glasnik je časopis, ki je namenjen napredku in širjenju znanstvenih dosežkov s področja veterinarske medicine in sorodnih akademskih področij. Časopis ima dolgo tradicijo izhajanja v kateri je prihajalo do spremembe imena časopisa, spremembe izdajateljev in urednikov. Veterinarski glasnik objavlja raziskovalne prispevke, pregledne prispevke, kratke pregledne prispevke, kratka sporočila, tehnična poročila, poročila o primerih iz prakse in pisma uredniku. Časopis Veterinarski glasnik izhaja v angleščini, s povzetki v angleščini in srbščini dvakrat letno po načelu prostega dostopa, kar omogoča boljšo dostopnost člankov. Navodila za pripravo in oddajo rokopisa, postopek pregleda rokopisa in vse ostale informacije so na voljo na posebnih straneh časopisa. Na teh straneh so navodila, ki korak za korakom vodijo avtorje skozi postopek oddaje rokopisa. Časopis izdaja Univerza v Beogradu, Fakulteta za veterinarsko medicino.

## Zgodovina
Konec devetnajstega stoletja, natančneje leta 1890, so veterinarji ustanovili Združenje živinozdravnikov Srbije. Poleg tega so izdali svoj časopis Veterinarski glasnik, v katerem so predstavili strokovna in znanstvena vprašanja s področja veterinarske medicine in živinoreje.  glasnik je bil ustanovljen decembra 1903, prvo številko pa je januarja 1904 izdalo Živinozdravniško združenje Kraljevine Srbije. Prvi urednik je bil Petar D. Todorović (1854-1917).  Časopis je obravnaval strokovna in druga vprašanja, povezana s stroko. Pred ustanovitvijo Veterinarskega glasnika so strokovnjaki veterinarske medicine svoja dela objavljali v naslednjih časopisih: Srbski arhivi, Težak, Bojevnik in Nacionalno zdravstvo. Od leta 1920 do 1941 je časopis izhajal pod imenom Jugoslovanski veterinarski glasnik, ki ga je izdalo Jugoslovansko veterinarsko združenje za veterinarstvo in živinorejo. Uredniki so bili ugledni strokovnjaki iz tistega časa. Izdaja časopisa je bila prekinjena med balkanskimi vojnami, prvo in drugo svetovno vojno ter v povojnih obdobjih (1912-1919 in 1941-1946). Od leta 1947 je časopis ponovno izšel v novi Jugoslaviji (pod istim imenom Jugoslovanski veterinarski glasnik, začenši s številko ena), sprva s strani Ministrstva za kmetijstvo in gozdarstvo, nato pa s strani Združenja veterinarjev in veterinarskih tehnikov Jugoslavije. Po tem je časopis svoje ime spremenilo v Veterinarski glasnik. Razpad SFRJ je povzročil krizo pri izdajanju časopisa, ki jo je leta 1993 s sklepom o prevzemu časopisa prekinila Fakulteta veterinarske medicine, Univerze v Beogradu in s tem ohranila kontinuiteto izdajanja najstarejšega časopisa s področja veterinarske medicine na tem področju. Sto let od izdaje prve številke tega časopisa je bil obeležen leta 2004. Srbska veterinarska zbornica je kot soizdajateljica opravljala do leta 2015 naloge redakcije,  tehničnega urejanja, lektoriranja, finančnega poslovanja in odpremljanja časopisa. Po letu 2015 pa je vsa ta dela v celoti prevzela Fakulteta za veterinarsko medicino, Univerze v Beogradu. Do leta 2016 je Veterinarski glasnik izhajal v srbščini s povzetki v srbščini, angleščini in ruščini, šestkrat letno, od leta 2017 pa Veterinarski glasnik izhaja dvakrat letno v angleščini, s povzetki v angleščini in srbščini, ki temelji na načelu odprtega dostopa, ki omogoča boljšo preglednost člankov.

## Periodičnost izhajanja
Do leta 1998 je izhajal 12-krat letno (mesečno), od leta 1999 pa je periodičnost spremenil v dvomesečno publikacijo. S spremembo uredniške politike in prehodom v angleščino leta 2017 revija Veterinarski glasnik izhaja dvakrat letno.

## Teme
- Veterinarska medicina
- Anatomija
- Histologija
- Endokrinologija
- Fiziologija
- Biokemija
- Molekularna biologija
- Mikrobiologija
- Imunologija
- Farmakologija
- Parazitologija
- Patologija
- Kirurgija
- Razmnoževanje živali
- Interne bolezni
- Nalezljive bolezni
- Higiena in tehnologija živil živalskega izvora
- Prehrana živali
- Zoohigena
- Obnašanje in dobrobit živali
- Sodno in upravno veterinarstvo

## Elektronska oblika časopisa
Od leta 2003 so številke  časopisa v elektronski obliki (eISSN 2406-0771) in je oblika po načelu prostega dostopa.

## Indeksiranje v bazah podatkov
- DoiSerbia [3]
- SCIndex [4]
- DOAJ [5]
- EBSCO
- CABI
- Dimensions

## Galerija
- Veterinarski glasnik, 2016
- Veterinarski glasnik, 1/2017
- Veterinarski glasnik, 2/2017
- Veterinarski glasnik, 1/2018